# Salamini-Luxor TV
La Salamini-Luxor TV era una squadra maschile italiana di ciclismo su strada attiva tra i professionisti dal 1966 al 1967.
La squadra è stata fondata nel 1966 dall'ex ciclista Ercole Baldini.
Nel 1967 la squadra ottenne numerose vittorie; Luciano Armani vinse il Gran Premio di Monaco, la classifica generale del Giro di Sardegna e la Coppa Placci ed arrivò secondo al Trofeo Laiguelia e terzo alla Coppa Sabatini. Pietro Guerra vinse la prima tappa del Giro di Sardegna e giunse secondo nella classifica generale.
Vittorio Adorni vinse la 20° tappa del Giro d'Italia, la terza tappa e la classifica generale del Giro di Romandia e la Coppa Bernocchi. Adorni conquistò anche altri podi, i secondi posti al Giro della Provincia di Reggio Calabria e al Giro di Campania e i terzi alla Milano-Torino e al Giro di Toscana e inoltre giunse al quarto posto della classifica generale del Giro d'Italia. Lino Carletto vinse il G.P. Cemab - Mirandola, mentre Bruno Mealli vinse il Giro di Romagna. Al termine di questa stagione la squadra si fermò.

## Cronistoria

### Annuario
| Anno | Codice | Nome              | Cat. | Biciclette | Dirigenza                     |
| ---- | ------ | ----------------- | ---- | ---------- | ----------------------------- |
| 1966 | -      | Salamini-Luxor TV | Pro  | ?          | Dir. sportivi: Ercole Baldini |
| 1967 | -      | Salamini-Luxor TV | Pro  | ?          | Dir. sportivi: Ercole Baldini |

## Palmarès

### Grandi Giri
- Giro d'Italia

Partecipazioni: 1 (1967)
Vittorie di tappa: 1
1967: 1 (Vittorio Adorni)
- Tour de France

Partecipazioni: 0
- Vuelta a España

Partecipazioni: 0